# Lixhultsbrännan
Lixhultsbrännan är ett naturreservat i Högsby kommun i Kalmar län.
Området är naturskyddat sedan 2009 och är 199 hektar stort. Reservatet består av löv- och barrskog som bär spår av brand.